# Juraj Kozić
Juraj Kozić (Sorengo, 24 marzo 1995) è un cestista croato con cittadinanza svizzera.

## Palmarès
- Supercoppa di Svizzera: 1

Lions de Genève: 2018